# Cuba (Spiel)
Cuba ist ein 2007 bei eggertspiele erschienenes Brettspiel von Michael Rieneck und Stefan Stadler für 2 bis 5 Spieler mit Illustrationen von Michael Menzel.

## Inhalt
- 1 Spielplan
- 5 Plantagenpläne (beidseitig bedruckt)
- 25 Personenkarten, je 1× Arbeiter, Architekt, Bürgermeister, Händlerin und Vorarbeiter in den Spielerfarben blau, gelb, grün, lila und rot
- 15 Schiffskarten
- 1 Startspielerkarte
- 24 kleine Gesetzeskarten
- 25 Gebäudeplättchen
- 1 Stimmenplättchen
- 1 Vetoplättchen
- 5 Spielfiguren, je 1× in den Spielerfarben blau, gelb, grün, lila und rot
- 5 Spielsteine, je 1× in den Spielerfarben blau, gelb, grün, lila und rot
- 54 Rohstoffsteine, je 18 Zylinder mit achteckiger Grundfläche (in der Spielanleitung fälschlicherweise Oktaeder genannt) in den Farben grün (Tabak), orange (Zitrusfrüchte) und weiß (Zuckerrohr).
- 30 Warensteine, je 15 rote Rumflaschen und braune Zigarrenkisten
- 45 Baustoffsteine, je 15 Würfel in den Farben blau (Wasser), natur (Holz) und rotbraun (Stein).
- 60 Geldmünzen:
  - 45 im Wert von 1 Peso
  - 25 im Wert von 3 Pesos
  - 15 im Wert von 5 Pesos
- 6 schwarze Markierungssteine
- 4 Kurzspielregeln
- 1 Spielanleitung (16 DIN-A5 Seiten)

## Beschreibung
Im vorrevolutionären Kuba versuchen die Spieler durch Ein- und Verkauf von Rohstoffen und Waren, sowie die Beeinflussung der Gesetzgebung, den Bau von Betrieben, Hotels und Banken möglichst viele Punkte zu erzielen. Das Spiel läuft über 6 Runden, in jeder Runde finden 5 Phasen statt. In der ersten Phase werden 4 Gesetzeskarten aufgedeckt, von denen 2 in der 3. Phase angenommen werden. In der 2. Phase spielen die Spieler abwechselnd eine ihrer Personenkarten aus und führen die damit verbundene(n) Aktion(en) aus bis jeder 4 Karten ausgespielt hat. Die 5. Personenkarte kommt in der 3. Phase zum Einsatz und bestimmt wie viele Stimmen der Spieler im Parlament hat. Weitere Stimmen erhalten die Spieler durch den Bau eines Rathauses und den Stimmenkauf. Der Spieler mit den meisten Stimmen wählt 2 Gesetze aus, die in der nächsten Phase zur Anwendung kommen. In der letzten Phase geben die Spieler nicht eingelagerte Rohstoffe ab, rücken Schiffe in den Hafen und erhalten ihre Personenkarten zurück.

## Besonderheiten
Zur Spiel 2007 erschien eine auf 500 Exemplare limitierte Ausgabe in einer Zigarrenkiste.

## Auszeichnungen
- 3. Platz beim Deutschen Spielepreis 2008
- Nederlandse Spellenprijs 2008

## Erweiterungen
Im Frühjahr 2009 erschien die Erweiterung "El Presidente".

### Inhalt
- 1 Spielplan (wird an den Spielplan von Cuba angelegt)
- 1 Auto des Präsidenten
- 6 Cubanerkarten
- 2 Eselkarten
- 6 Schiffskarten
- 8 Gesetzeskarten
- 5 Gebäudeplättchen
- 1 Presseplättchen

### Beschreibung
Zusätzlich zu den Personenkarten, die jeder Spieler besitzt, können nun Cubanerkarten gewählt werden. Es ist immer eine Cubanerkarte mehr im Spiel als Spieler teilnehmen. Bei weniger als 5 Spielern werden entsprechend viele Cubanerkarten durch Eselkarten ersetzt. Diese bieten weitere Möglichkeiten auf das Spielgeschehen einzuwirken. Dabei muss jeder Spieler eine Cubanerkarte wählen und am Ende der Aktionsphase bestimmt die nicht gewählte Cubanerkarte welches Ereignis stattfindet. Durch die zusätzlichen Gesetzeskarten kann das Spiel auf maximal 8 Runden gespielt werden. Die 6 neuen Schiffe bieten einerseits neue Kombinationen für den Transport von Handelswaren und zudem die Möglichkeit Holz als Handelsware zu verschiffen. Die 5 neuen Gebäude schaffen weitere Möglichkeiten Siegpunkte zu erhalten bzw. Einfluss auf das Spielgeschehen zu nehmen.

## Spielkritiken
- Spielbox Ausgabe 6/07, "Karibischer Cocktail"